# Véhicule de l'Avant Blindé
Véhicule de l'Avant Blindé ili skraćeno VAB  je francuski oklopni transporter dizajniran u tvrtci GIAT Industries. Ušao je u službu 1976. i oko 5000 primjeraka je dosad izgrađeno. Ima amfibijske sposobnosti (dva propelera ugrađena sa stražnje strane vozila), NBK zaštitu, odlične terenske sposobnosti i može služit različitim svrhama. 

## Vanjske poveznice
- Army-Technology.com